# Friedhof Connewitz

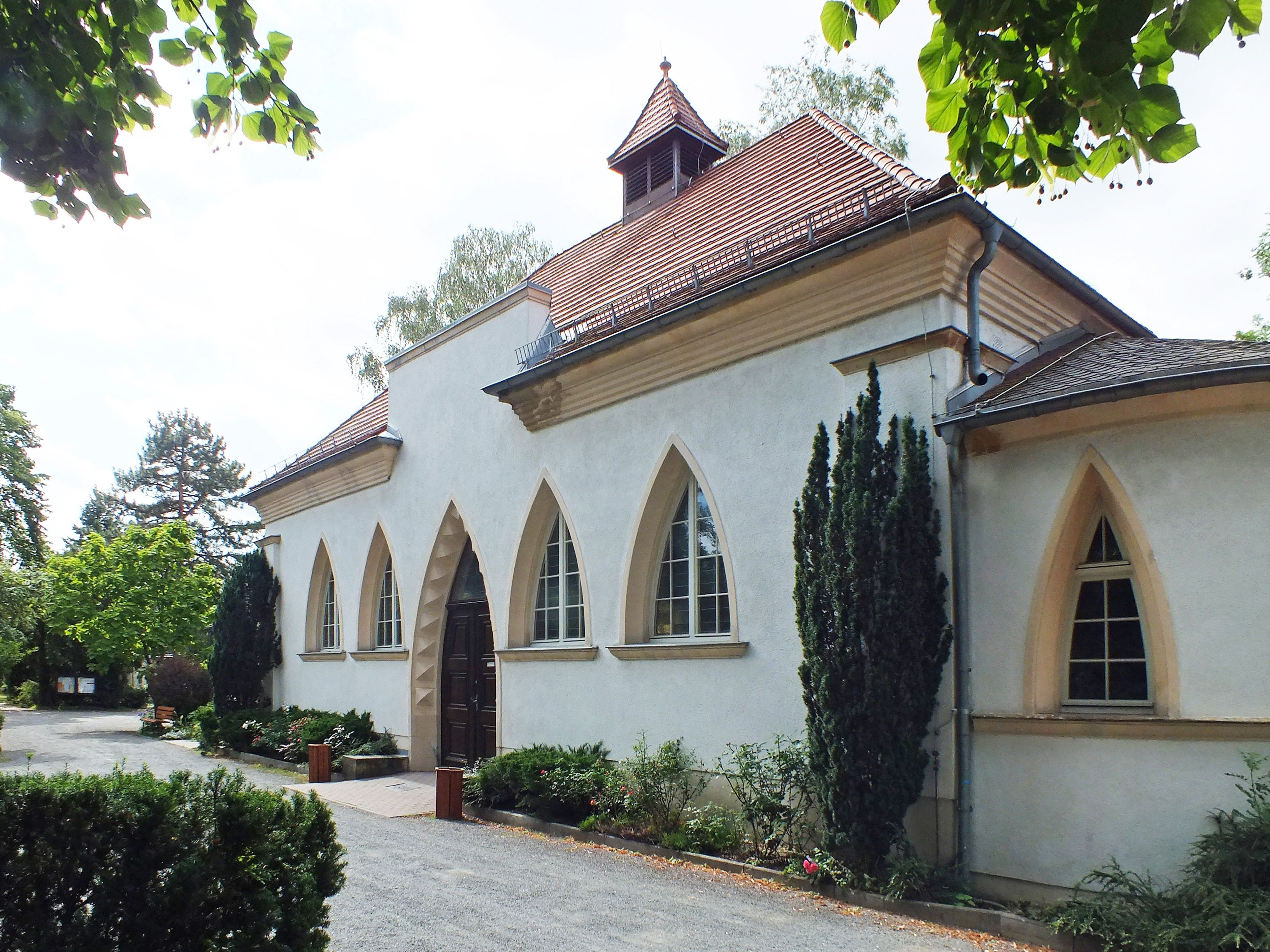
Die Friedhofskapelle von 1927

Der Friedhof Connewitz ist der Begräbnisort der Evangelisch-Lutherischen Kirchgemeinde Leipzig-Connewitz-Lößnig. Er steht als Sachgesamtheit unter Denkmalschutz.

## Lage und Gestalt
Der Friedhof Connewitz liegt im gleichnamigen Leipziger Stadtteil an der Meusdorfer Straße mit der Hausnummer 80. Er erstreckt sich als nahezu rechtwinklige Fläche von etwa 3,5 Hektar nach Südosten. Die Mittelachse ist eine Allee mächtiger Linden und führt zu einem Ehrenmal für die im Ersten Weltkrieg gefallenen Connewitzer. Für die etwa 5000 Grabstellen ist der Friedhof in 28 nummerierte – bis auf die südlichen vier – rechteckige Teilbereiche gegliedert, denen auch das Wegenetz folgt. Neben historischen Wandgrabstellen finden sich auch zahlreiche Gemeinschaftsgräber, an denen lediglich die Namen der Beigesetzten aufgeführt sind.

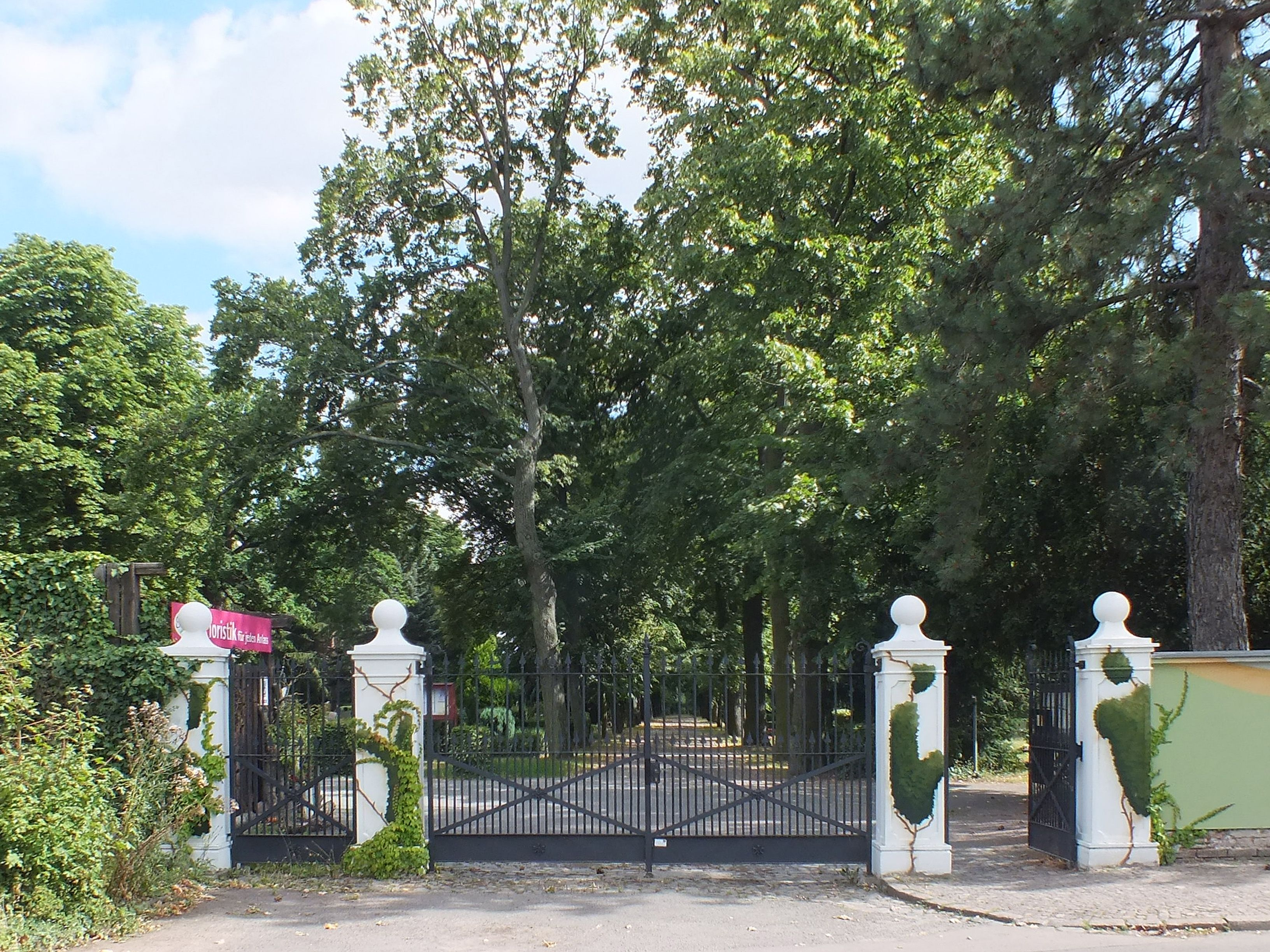
Haupteingang
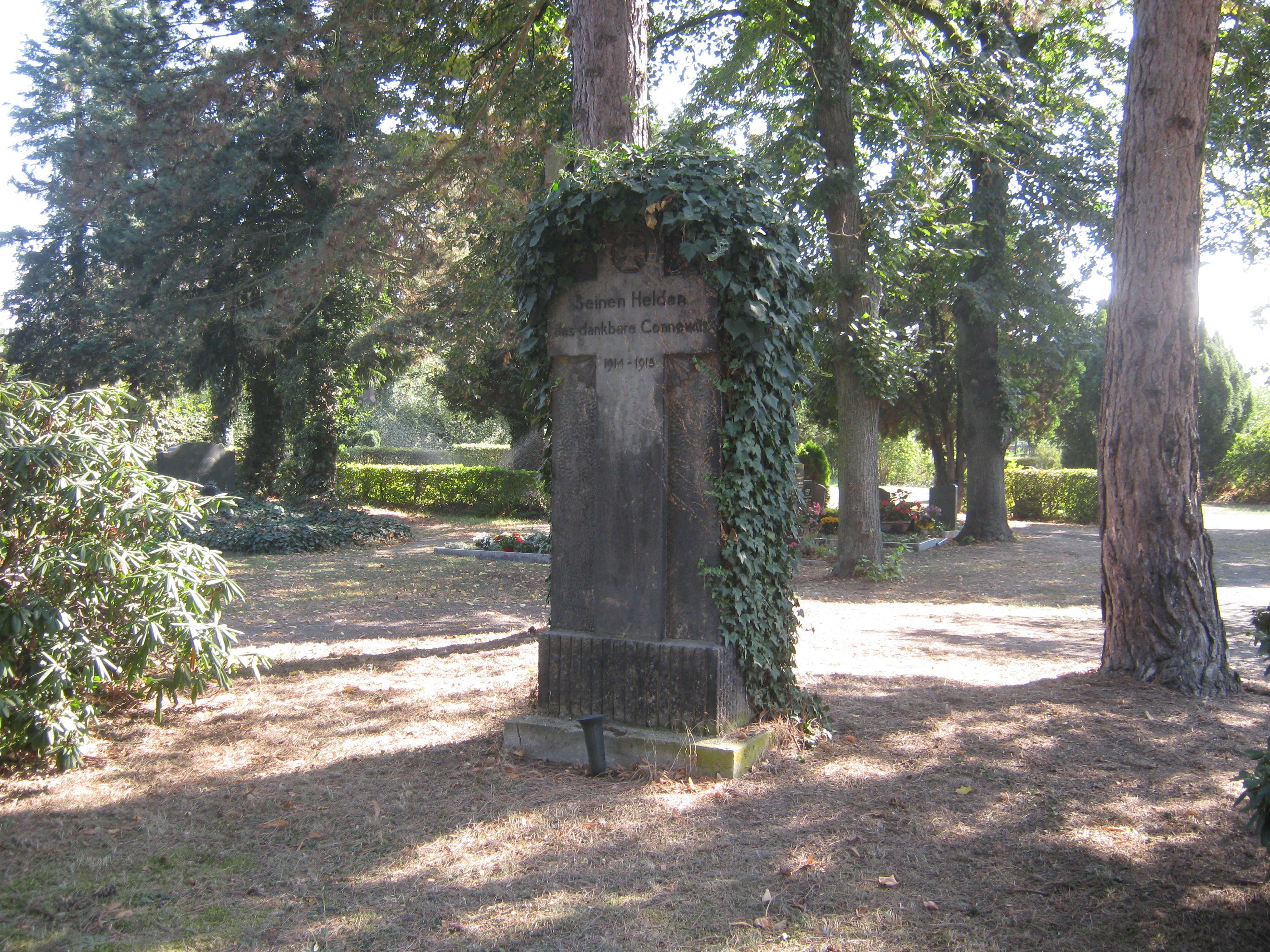
Ehrenmal
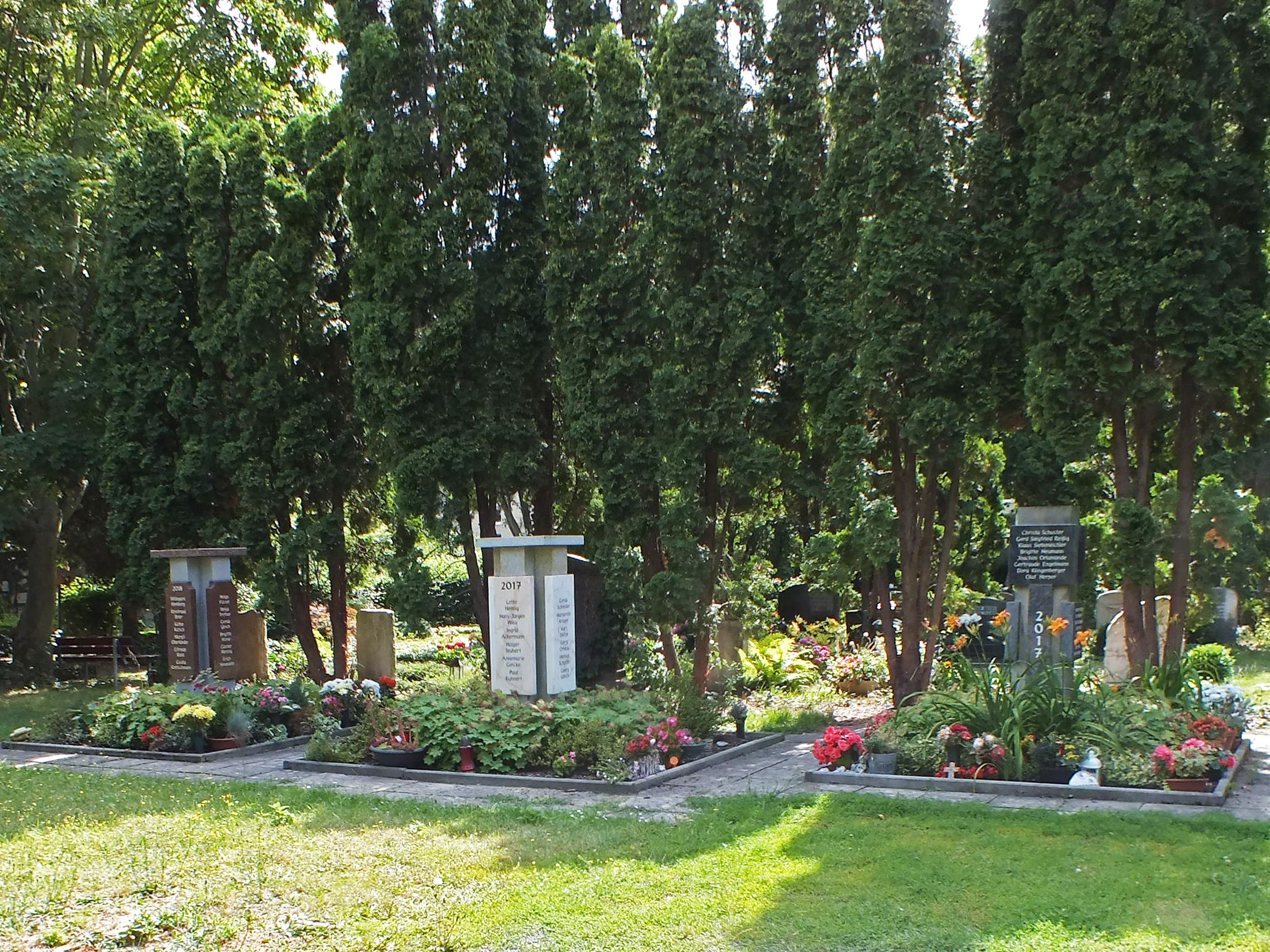
Gemeinschaftsgräber
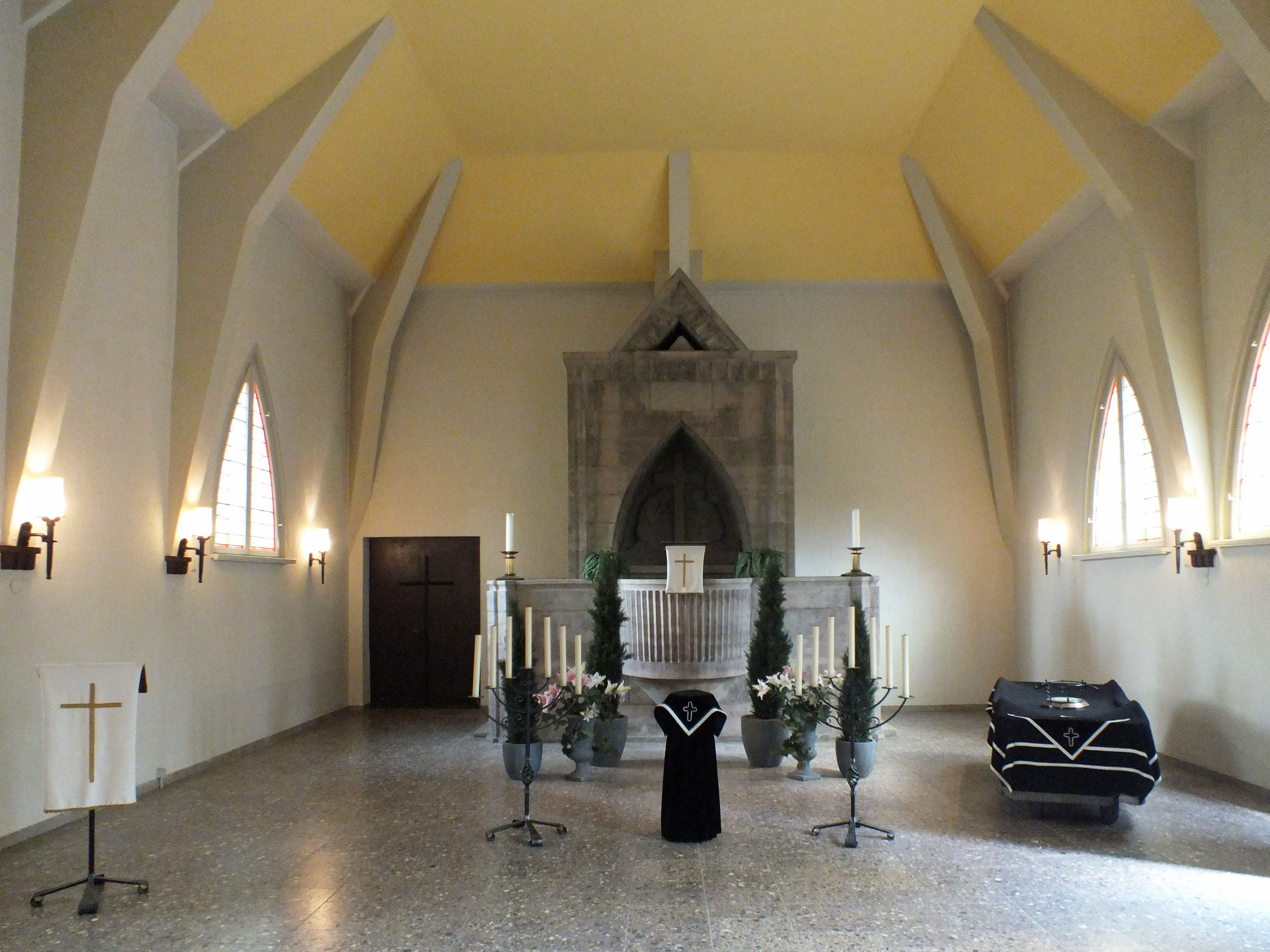
Inneres der Kapelle
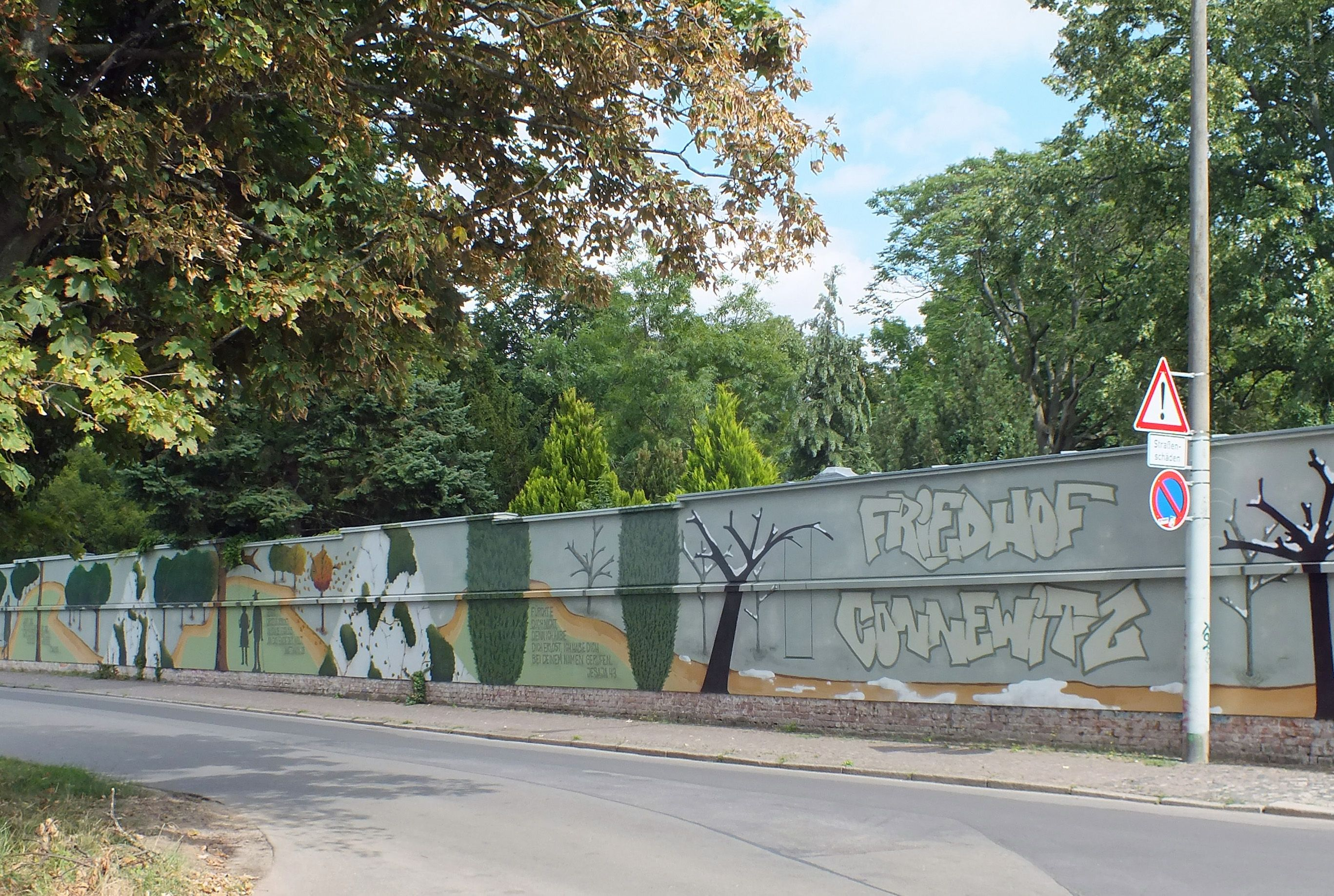
Friedhofsmauer

Die Friedhofskapelle ist im Stil des Art déco gehalten und bietet über sechzig Personen Platz. Auf der Altarseite zeigt ein Sandsteinrelief mit einem Kreuz und knienden Betenden. Auf der Empore steht eine elektronische Ahlborn-Orgel. An die Kapelle schließen sich die Leichenhalle sowie die Verwaltung und ein Blumengeschäft an. Unweit der Kapelle steht ein mit Holz verkleideter Glockenstuhl mit einer Bronzeglocke.
Die Friedhofsmauer längs der Meusdorfer Straße ist mit Graffiti künstlerisch gestaltet, dagegen ist jene entlang der Meusdorfer Straße mit illegalen Graffiti verunstaltet.

## Geschichte

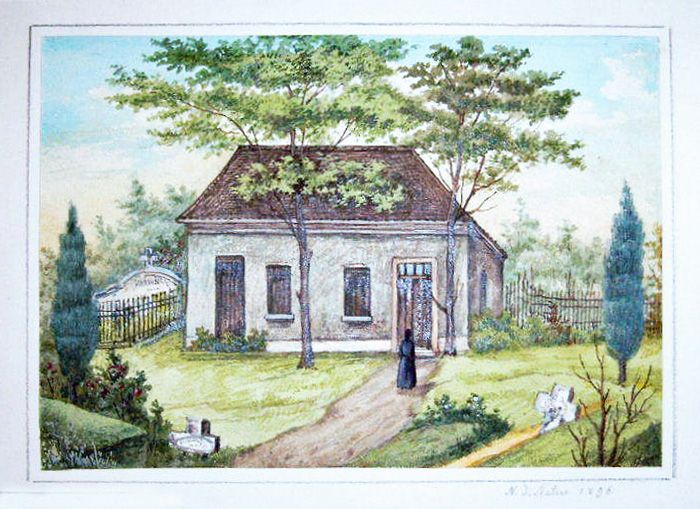
Alter Connewitzer Friedhof
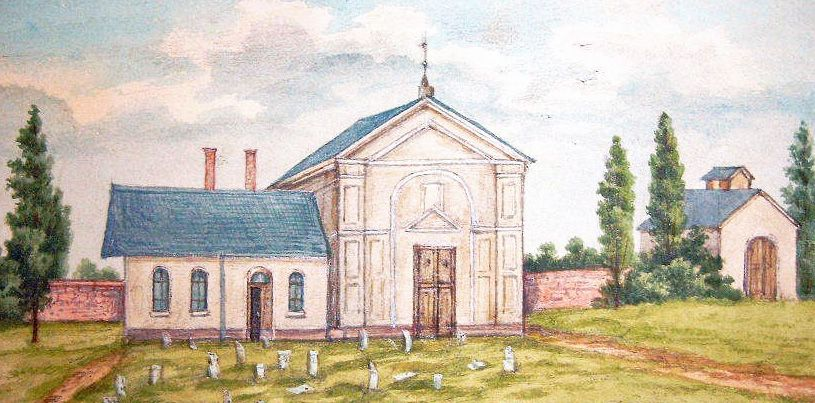
Alte Kapelle, bis 1926

Bis 1882 lag der alte Connewitzer Friedhof dort, wo sich heute die 1898/1899 errichtete Paul-Gerhardt-Kirche erhebt. 1882 wurde in Vorbereitung des Kirchenbaus ein neuer Friedhof an dem von Connewitz nach Thonberg führenden Wege, der heutigen Meusdorfer Straße, angelegt. Er war zunächst etwa halb so groß, erhielt aber schon 1886 die heutige Größe.
1926/1927 wurde die heutige Kapelle unter Einbeziehung der benachbarten Bauten errichtet. Architekt war Georg Staufert, die künstlerische Gestaltung stammt vom Leipziger Bildhauer Max Alfred Brumme. Die Kapelle ist der einzige Friedhofsneubau in Leipzig, der nach dem Ersten Weltkrieg entstand und bis heute erhalten blieb. In den Jahren 1991/1992 erfolgte eine umfassende Rekonstruktion.
Der Glockenstuhl nahe der Kapelle entstand 1954 zum 6. Deutschen Evangelischen Kirchentag. Die Graffiti-Gestaltung der Friedhofsmauer erfolgte 2017.

## Gräber
Die meisten berühmten Leipziger sind auf dem zeitgleich entstandenen Südfriedhof beigesetzt. Von den auf dem hiesigen Friedhof ruhenden Connewitzern sind einige über den Stadtteil hinaus bekannt.

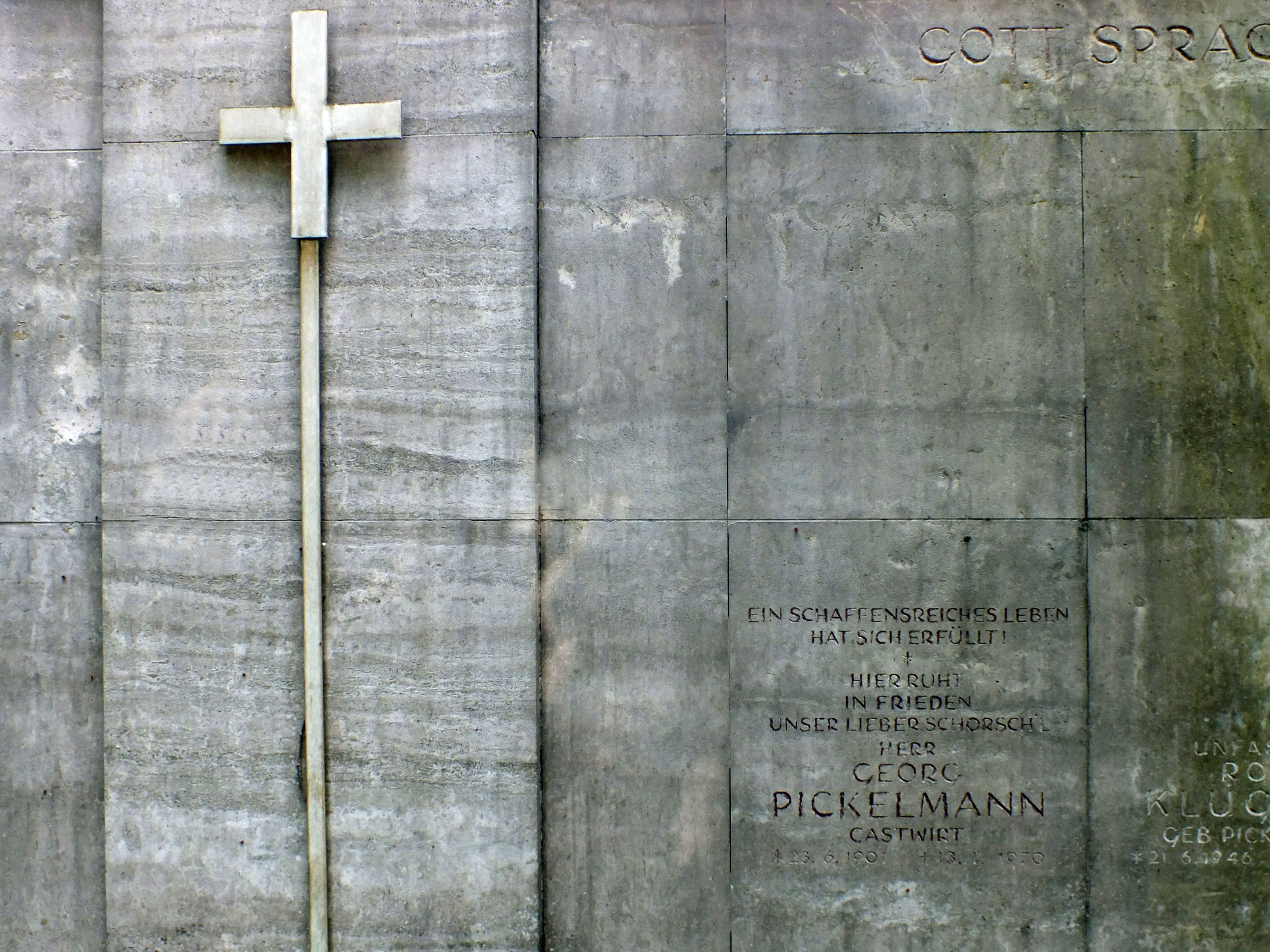
„Schorschl“ Pickelmann
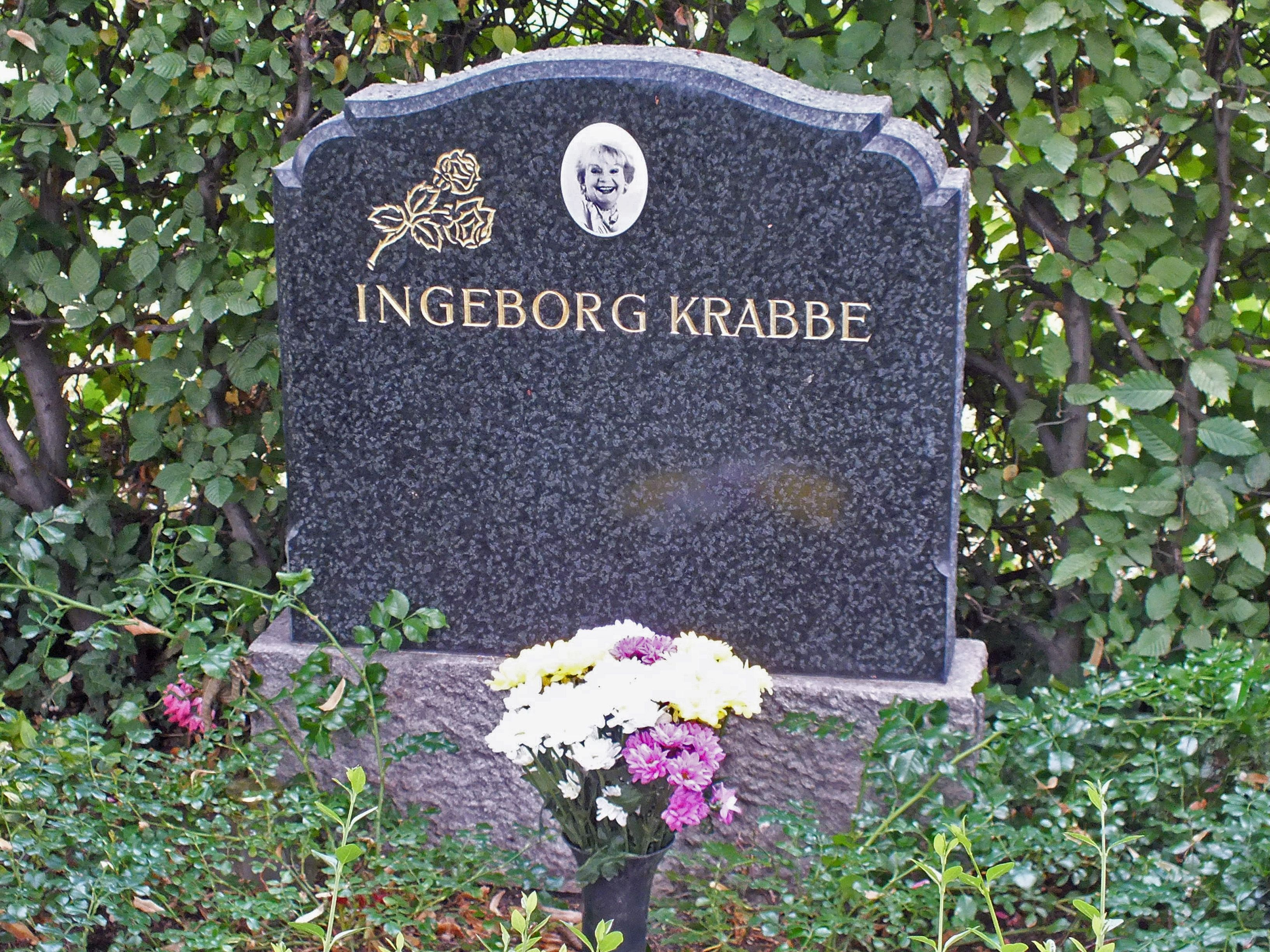
Ingeborg Krabbe
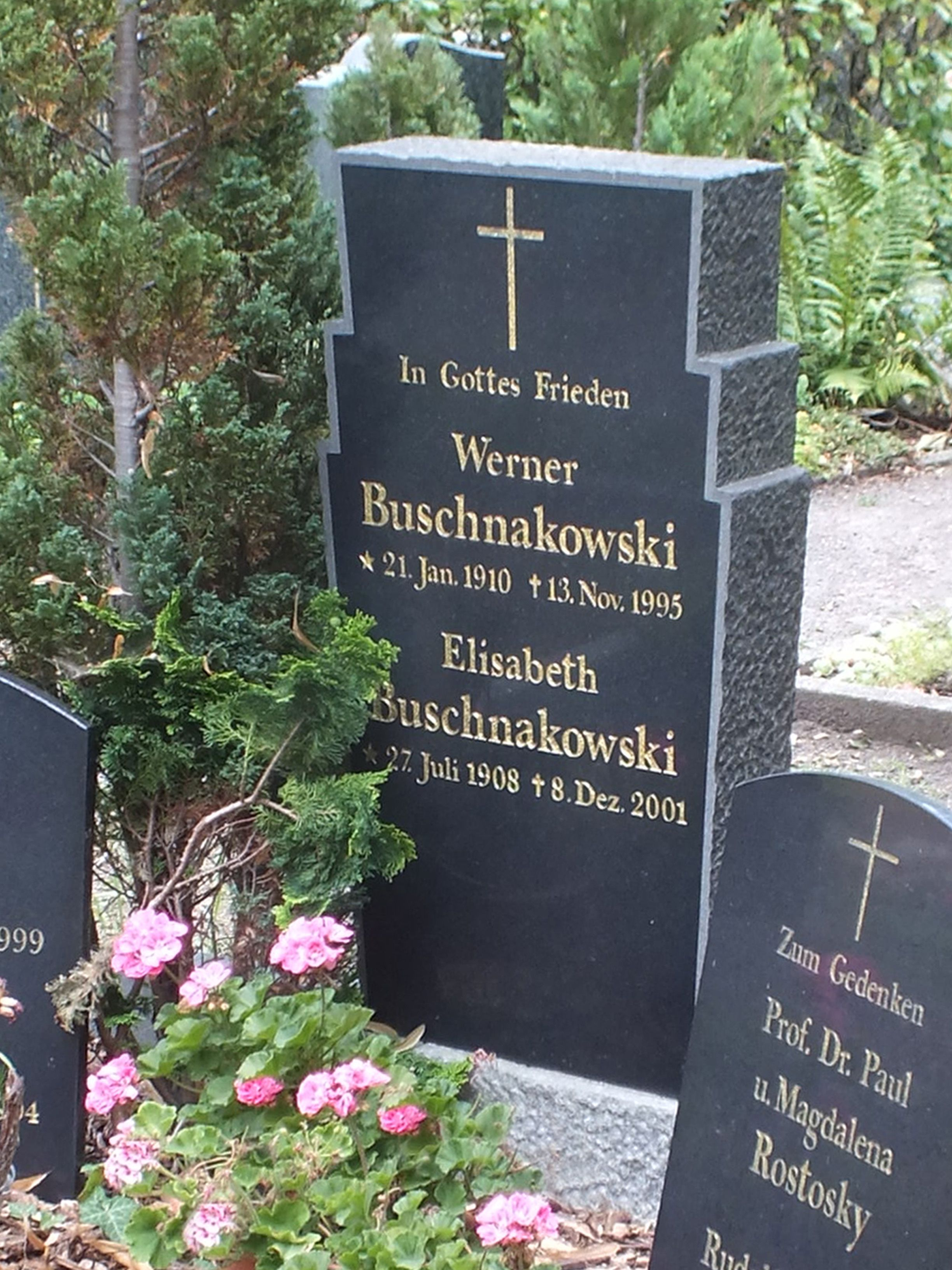
Werner Buschnakowski
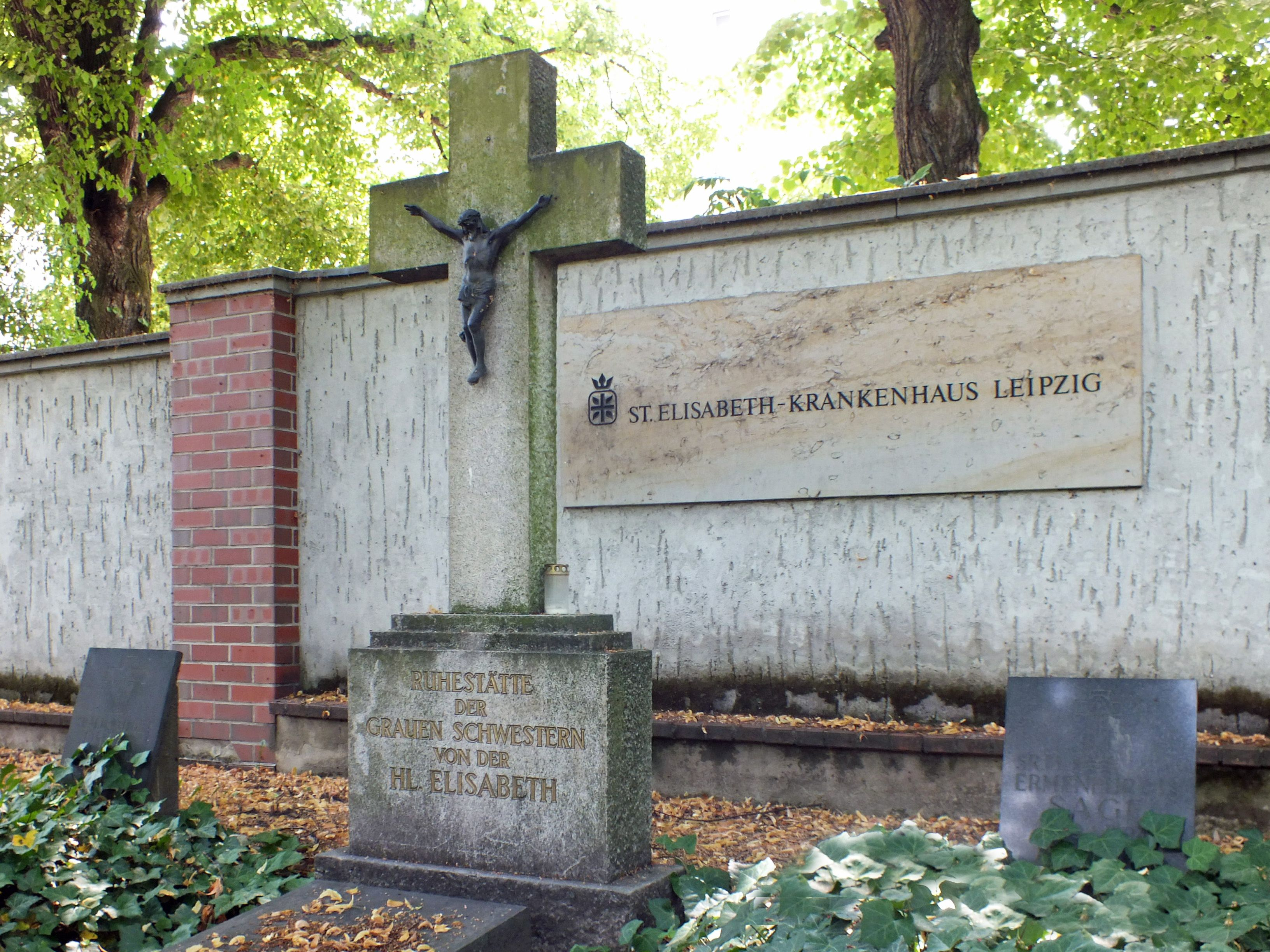
Die Grauen Schwestern

- Eugen Schulz war der Wirt des nicht mehr existierenden Hotels und Restaurants Friedrichshallen in der Brandstraße. Seine Art-déco-Gruftanlage von 1925 ziert ein bronzenes Porträtmedaillon des Leipziger Bildhauers Hans Zeißig.
- In der Familienanlage Pickelmann ruht der Wirt des Restaurants Haus Connewitz Georg Pickelmann (1901–1970), bekannt als Schorschl.
- Ingeborg Krabbe (1931–2017), Schauspielerin und Kabarettistin, stammte aus Connewitz und ruht in der Grabanlage der Familie
- Werner Buschnakowski (1910–1995), über 50 Jahre Organist an der Gohliser Versöhnungskirche und Konzert-Cembalist in Leipzig, wohnte in Marienbrunn.
- Andreas Hanske (1950–2023), Maler, Grafiker, Bildhauer und Performance-Künstler, wohnte in Marienbrunn
- Entlang der Westmauer finden sich neben einem zentralen Gedenkkreuz 24 Gräber von den Grauen Schwestern, die bis 1974 den Pflegedienst im St. Elisabeth-Krankenhaus in Connewitz versahen.